# 高山登久太郎
高山 登久太郎（たかやま とくたろう、 1928年〈昭和3年〉 - 2003年〈平成15年〉6月15日）は、日本のヤクザ。指定暴力団四代目会津小鉄会長。在日本大韓民国民団中央本部中央委員、滋賀韓商常任顧問。本名は“姜 外秀”（カン ウェス）。若い頃は、“今里のタッカン”、“タッカン”と呼ばれた。

## 来歴
1928年（昭和3年）、大阪府大阪市東成区今里に出生。両親は韓国人であった。1941年（昭和16年）の暮れに太平洋戦争が勃発。戦時中は徴用に借り出され、軍需工場で働いた。
1945年（昭和20年）の夏に終戦を迎えると、高山一家は祖国・韓国に帰るため、大阪から北九州市門司に移った。その後、叔父が事故死。その遺骨を大阪天王寺の一心寺に届けるために大阪に戻った。一心寺で叔父の納骨を済まし、大阪市東成区の今里へ。今里の闇市で旧友と再会し、門司へは帰らず、今里に留まることを決意。ある日、父親が今里まで訪ねてきた。高山は今里の映画館前で、父親と出会ったが、「映画館の中で友人と待ち合わせをしている」と嘘をつき、映画館に入ってから、通用口を通って、その場を去った。高山は、韓国に帰ることよりも、日本に留まることを選んだ。
その後、今里の闇市のヤクザ・中尾健太郎と知り合う。中尾の下で愚連隊を組織し、中尾の闇市の縄張りを守り拡張させた。闇市での度重なる喧嘩で警察に逮捕され、懲役6年の実刑判決を受けた。
1946年（昭和21年）、高山は北海道の帯広刑務所に収監された。刑務所では独居房を好んだ。刑期中、自身への面会者は1人もいなかった。1949年（昭和24年）冬、刑期が4年足らずに短縮され、帯広刑務所を出所。出所の折には外国人登録証を手渡された。高山は大阪の今里に移った。中尾健太郎の自宅は空き家になっており、その消息は不明であった。
1950年（昭和25年）に遠い親戚を頼って滋賀の大津に移った。その後、進駐軍から手に入れた洋煙草を闇に流すブローカーや遊廓周辺でのポン引きなどの仕事をした。
同年6月25日、朝鮮戦争が勃発。在日本大韓民国民団は、641人の志願兵を集め、在日韓僑自願軍を結成した。高山は配下20人以上を抱える愚連隊の首領となっていた。この時期、中川組の中川芳太郎組長と知り合った。中川から盃をもらい、中川芳太郎の若衆となり、同時に、愚連隊の配下を集めて高山組を結成。それから1年足らずで中川組の若頭となった。
その後、中川芳太郎は、滋賀県県庁や大津市役所から、開設して間もない大津競輪場の警備を依頼され、快諾した（中川芳太郎は、旧制第三高等学校の出身であったため、滋賀県県庁や大津市市役所の幹部職員に同級生がいた）。
1953年（昭和28年）7月、同胞の仲間6名とともに、民団大津支部で志願兵に応募。志願は民団大津支部から2日後に認められた。手続きを済ませたうえで大津駅へ、そして鉄道で東京都の民団東京本部に向かった。
同年7月27日、朝鮮戦争は停戦となった。同日、高山は民団東京本部に着き、そこで、朝鮮戦争の停戦を知った。在日韓僑自願軍の派遣見送りが決定していた。高山は大津に戻った。
その後、万和建設株式会社を設立。高山組組員を社員とし、組員に給料を出した。
山一抗争後の1986年（昭和61年）、会津小鉄会三代目会長図越利一の次代として同会会長の座を継承し、四代目会津小鉄会を発足させた。それから長らく同会の首領を務め、その間には当時暴力団新法と言われた暴力団対策法に反対する活動を展開し、テレビにも出演したりと、暴力団対策法反対の代表的な人物としても活動した。
1997年（平成9年）の2月をもってヤクザから引退。
2003年（平成15年）6月15日、死去。享年76。

## 栄誉等
ヤクザ稼業のかたわら、若い頃から在日韓国人社会に貢献し、1980年には民団滋賀・大津支部の顧問に就任、1998年には滋賀韓商の常任顧問となる。また2000年から民団中央本部中央委員を歴任。1981年には民団滋賀県本部会館の建設に貢献し、1988年にはソウルオリンピックのための募金に寄与。1990年には財団法人・外秀韓日交流奨学会を設立。これらの業績により、1989年に大韓民国体育部長官表彰、1990年に大韓民国大統領表彰を受け、2003年に大韓民国の国民勲章冬栢章を受けた。

## 家族
六代目山口組直参初代淡海一家総長の高山義友希は実子。2003年に五代目山口組初代弘道会入りしてヤクザとなった。

## 著書
- 高山登久太郎『警鐘 無謀なる権力の狭間にて』（ぴいぷる社）1992年4月
- 高山登久太郎『警鐘Part II』（ぴいぷる社）1993年1月

## 高山登久太郎 関連書籍
- 宮崎学『突破者異聞 鉄（kurogane）―極道・高山登久太郎の軌跡』徳間書店、2002年、ISBN 4198613885

劇画
- 原作：宮崎学、プロデュース：山田一成、漫画：宮田やすひろ『-鉄 KUROGANE- 激闘ヤクザ伝 四代目会津小鉄 高山登久太郎』竹書房バンブーコミックス、2008年、ISBN 978-4-8124-6683-4

## 高山登久太郎関連映像作品
- 辻裕之監督『極道・高山登久太郎の軌跡 KUROGANE』（2004年、GPミュージアムソフト）、高山登久太郎役は、小沢仁志